# Sân bay quốc tế Murtala Muhammed
Sân bay quốc tế Murtala Muhammed (IATA: LOS, ICAO: DNMM) là một sân bay ở Ikeja, Bang Lagos, Nigeria, là sân bay lớn phục vụ thành phố Lagos ở tây nam Nigeria cũng như của cả quốc gia này. Sân bay này được đặt tên theo cựu lãnh đạo quân sự bang Murtala Muhammed. Nhà ga hành khách quốc tế được thiết kế theo sân bay Schiphol của Amsterdam. Sân bay này được khai trương ngày 15 tháng 3 năm 1979.
Sân bay quốc tế Murtala Muhammed bao gồm một nhà ga quốc tế và một nhà ga quốc nội cách nhau 1 km. Cả hai nhà ga dùng chung đường cách-hạ cánh. Nhà ga quốc nội cũ được dời đến nhà ga nội địa cũ sau một trận hỏa hoạn năm 2000. Một nhà ga quốc nội mới đã được đưa vào hoạt động ngày 7 tháng 4 năm 2007.
Năm 2004, sân bay này phục vụ 3.695.714 lượt khách.

## Con số thống kê
| Năm  | Tổng lượt khách | % tăng | Hàng hóa (tấn) | Lượt chuyến |
| ---- | --------------- | ------ | -------------- | ----------- |
| 2003 | 3.362.464       | -%     | 51.826         | 62.439      |
| 2004 | 3.576.189       | 6%     | 89.496         | 67.208      |
| 2005 | 3.817.338       | 6,3%   | 63.807         | 70.893      |
| 2006 | 3.848.757       | 0.8%   | 83.598         | 74.650      |

## Các hãng hàng không và các tuyến điểm

### Nhà ga quốc tế
- Aero Contractors (Abidjan, Accra, Libreville, Malabo, Monrovia, Sao Tome)
- Afrijet (London Heathrow, Lyon) [bắt đầu tháng 5 năm 2008]
- Afriqiyah Airways (Cotonou, Tripoli)
- Air France (Paris-Charles de Gaulle)
- Alitalia (Accra, Rome-Fiumicino)
- Bellview Airlines (Abidjan, Accra, Banjul, Conakry, Dakar, Douala, Freetown, Johannesburg, Libreville, London-Heathrow, Monrovia)
- British Airways (London-Heathrow)
- Cameroon Airlines (Douala)
- China Southern Airlines (Beijing, Dubai)
- Delta Air Lines (Atlanta)
- EgyptAir (Cairo)
- Emirates (Dubai)
- Ethiopian Airlines (Accra, Addis Ababa)
- Hewa Bora Airways (Douala, Kinshasa, Lome)
- Iberia Airlines (Madrid)
- Kenya Airways (Nairobi)
- KLM (Amsterdam)
- Lufthansa (Accra, Frankfurt)
- Middle East Airlines (Beirut)
- Qatar Airways (Doha)
- Royal Air Maroc (Casablanca)
- South African Airways (Johannesburg)
- Turkish Airlines (Istanbul-Atatürk)
- Virgin Atlantic (London-Heathrow)
- Virgin Nigeria (Abuja, Accra, Benin City, Calabar, Cotonou, Dakar, Douala, Johannesburg, Kano, London-Gatwick, London-Heathrow, Owerri, Port Harcourt, Sokoto, Warri)

### Hàng hóa
- Etihad (Abu Dhabi Spring 2008)

### Nhà ga quốc nội
- Aero Contractors (Nigeria) (Abuja, Bebi, Thành phố Benin, Calabar, Enugu, Owerri, Port Harcourt, Warri)
- Arik Air (Abuja, Accra, Akure, Benin City, Calabar, Enugu, Jos, Kano, Maiduguri, Port Harcourt, Sokoto, Warri, Yola)
- Bellview Airlines (Abuja, Kano, Owerri, Port Harcourt)
- Chanchangi Airlines (Abuja, Kaduna, Port Harcourt)
- IRS Airlines (Abuja, Kano, Maiduguri)
- Nicon Airways(Abuja, Jos,)
- Overland Airways (Ilorin)
- SPDC (Shell Private Airlines) (Warri, Port Harcourt)

## Tai nạn và sự cố
- Ngày 23 tháng 11 năm 1996: Các phần tử không tặc đã buộc chuyến bay 961 của Ethiopian Airlines, từ Mumbai và Addis Ababa đến Abidjan qua nhiều điểm dừng (bao gồm Lagos), rơi xuống Ấn Độ Dương.
- Ngày 30 tháng 1 năm 2000: chuyến bay 431 của Kenya Airways ban đầu dự kiến bay từ Nairobi đến Lagos đến Abidjan, nhưng đã chuyển hướng sang Abidjan. Máy bay đã chạm mặt nước sau khi cất cánh đi Lagos.
- Ngày 22 tháng 10 năm 2005: chuyến bay số 201 của Bellview Airlines đi Abuja đã rơi sau khi cất cánh, tất cả mọi người trên máy bay tử nạn.